# رنه بورگ
رنه بورگ (فرانسوی: René Borg‎؛ ۲۸ مارس ۱۹۳۳ – ۶ مارس ۲۰۱۴) کارگردان فیلم، کارگردان هنری، اَنیماتور اهل فرانسه بود.
از فیلم‌ها یا مجموعه‌های تلویزیونی که وی در آن‌ها نقش داشته‌است، می‌توان به واتو واتو، پرنده اعجاب‌انگیز اشاره نمود.